# I Feel Fine
Singles de The Beatles
A Hard Day's Night/Things We Said Today
(1964) Ticket to Ride/Yes It Is
(1965)
Pistes de Past Masters
Matchbox She's a Woman
I Feel Fine est une chanson des Beatles, signée Lennon/McCartney et parue en single en décembre 1964. Enregistrée deux mois plus tôt aux studios EMI, cette chanson se distingue par un son caractéristique audible les premières secondes : un effet Larsen obtenu en plaçant une guitare près du haut-parleur sur lequel elle est branchée, que John Lennon revendique comme une première dans l'histoire du rock. Avec She's a Woman en face B, le single I Feel Fine atteint la première place des hit-parades britanniques et américains.

## Composition
John Lennon compose I Feel Fine le 6 octobre 1964, pendant la séance d'enregistrement de Eight Days a Week. Il construit sa chanson autour du riff de guitare qui la domine tout du long. Les Beatles sont alors en plein enregistrement de leur quatrième album Beatles for Sale, et Lennon veut appliquer cet effet aux autres chansons. Les autres refusent, mais Lennon termine tout de même I Feel Fine : « Un matin dans le studio, j'ai dit à Ringo [Starr] : « J'ai écrit la chanson, mais elle est nulle. » On l'a tout de même essayée, avec le riff et tout. Ça sonnait comme une face A. Du coup, on a décidé de la sortir comme ça. »
Lennon et George Harrison jouent la même partie de guitare sur cette chanson. D'après le premier, le pont est le passage le plus mélodieux du morceau, car typique du son Beatles. Quant au riff, il a été inspiré par Watch Your Step de Bobby Parker, selon les dires de George Harrison : « John l'a joué et tout ce que j'ai eu à faire, c'est de le jouer aussi. Cela a donné le son double-piste. » La partie de batterie assurée par Ringo Starr est quant à elle inspirée du What'd I Say de Ray Charles.
Paul McCartney soutient qu'il a contribué à la composition, même si l'idée de départ provient de Lennon ; cet état de fait se retranscrit dans le chant principal, qui est assuré par John Lennon, tandis que McCartney est aux harmonies. Le texte de la chanson raconte l'histoire d'un garçon amoureux qui « se sent bien », car ses sentiments sont partagés. Sur les fins des couplets, Lennon joue sur les points de vue pour varier (« I'm in love with her and... », « She's in love with me and... »), arrivant toujours à la même conclusion : « I feel fine ».

## Enregistrement
I Feel Fine est enregistrée alors que les Beatles viennent d'entamer une tournée de concerts au Royaume-Uni. Le 18 octobre 1964, ils enregistrent la chanson en neuf prises aux studios EMI, après avoir travaillé sur d'autres titres de l'album Beatles for Sale.
La chanson se distingue par son début insolite, ne correspondant pas aux sons habituellement entendus à l'époque. Il s'agit en fait d'un effet Larsen obtenu en plaçant une guitare devant son propre haut-parleur. Si la presse de l'époque qualifie ce son d'« incident électronique », sa présence sur le disque est tout à fait volontaire, bien qu'il ait été obtenu par hasard. Paul McCartney revient sur les circonstances de cette découverte : « John avait une Gibson semi-acoustique. Elle avait des micros, donc pouvait être amplifiée... Nous étions sur le point de nous retirer pour écouter une prise, quand John a plaqué sa guitare contre l'ampli. Je le vois encore le faire... et ça a fait, « Nnnnnnwahhhh! » [...] C'est un super son ! C'est du Vaudou ? Non, c'est du feedback ! George Martin était là, et on lui a demandé : « On peut avoir ça sur le disque ? » »
George Martin, producteur des Beatles, répond par l'affirmative, en suggérant de placer le son au début. Ainsi, la première note de I Feel Fine est une note de basse jouée par Paul McCartney, suivie de ce feedback si caractéristique et, selon John Lennon, inédit sur un enregistrement. Très fier de son idée, Lennon explique en 1980 : « Je défie quiconque de trouver sur un disque... sauf s'il s'agit de vieux disques de blues de 1922... une pareille utilisation du feedback. Donc, je le revendique pour les Beatles. Avant Hendrix, avant les Who, avant tout le monde. Le premier feedback sur vinyle. »

## Interprètes
- John Lennon : chant, guitare rythmique
- Paul McCartney : basse, chœurs
- George Harrison : guitare solo, chœurs
- Ringo Starr : batterie

source

## Publication
Avant même sa publication, le quotidien britannique Daily Mail du 7 novembre 1964 annonce 500 000 précommandes pour I Feel Fine, ce qui en fait un disque d'argent près de trois semaines avant sa sortie au Royaume-Uni. Le single sort d'abord aux États-Unis le 23 novembre, édité par Capitol, puis le 27 novembre au Royaume-Uni chez Parlophone, avec She's a Woman en face B. Ce titre ne figure pas sur l'album Beatles for Sale qui paraît au même moment. Trois semaines plus tard, la chanson est placée sur l'album américain Beatles 65. Derek Taylor mentionne sur la pochette de Beatles for Sale que trois chansons de cet album ont été envisagées comme singles potentiels avant que John Lennon ne mette tout le monde d'accord en proposant I Feel Fine .
La chanson est diffusée pour la première fois à la télévision le 3 décembre, lors d'une apparition des Beatles dans l'émission Top of the Pops. Le single se classe à la première place du hit-parade britannique le 12 décembre 1964 et s'y maintient pendant cinq semaines. Aux États-Unis, elle atteint la tête des charts américains le 26 décembre, et y reste trois semaines.
On retrouve aujourd'hui I Feel Fine sur Past Masters qui rassemble tous les singles du groupe. Ce tube figure aussi sur les compilations des meilleurs succès The Beatles 1962-1966, publiée en 1973, et sur 1, en 2000, où sont placées les vingt-sept chansons qui ont atteint la première place des charts britanniques ou américains. De plus, une version live enregistrée au théâtre ABC pour l'émission de télévision Blackpool Night Out, diffusée en direct le 1er août 1965 sur les ondes du réseau ITV, est disponible sur Anthology 2.
On retrouve, sur le disque Live at the BBC, la seule prestation enregistrée des studios de la BBC, le 17 novembre 1964. De plus, un montage de cette séance, qui démontre la difficulté d'enregistrer l'effet feedback de l'intro, est publié sur On Air - Live At The BBC Volume 2. Cette prestation a été diffusée à l'émission Top Gear du 26 novembre 1964 et rediffusée à l'émission Saturday Club (en) du 26 décembre 1964.

### Publication en France
La chanson arrive en France en décembre 1964 sur la face A d'un 45 tours EP (« super 45 tours ») ; elle est accompagnée  de Any Time at All. Sur la face B figurent She's a Woman et I'll Be Back.

## Reprises
I Feel Fine est reprise dès l'année de sa sortie par The Hollyridge Strings. Dans la seconde moitié des années 1960, on dénote notamment des reprises de Jimmie Haskell (Sing a Song with the Beatles, 1965), The Ventures (Knock Me Out!, 1965), ou encore Chet Atkins (Chet Atkins Picks on the Beatles, 1966). À la fin des années 1980, les Byrds en publient une version country (single, 1988) sur leur album Sweethearts of the Rodeo, et dix ans plus tard, The Punkles (en) en enregistrent une version punk. Plus récemment, Curtis Stigers en a fait une ballade (sur l'album You Inspire Me, 2003), et Les Fradkin (en) en publie une version instrumentale sur l'album While My Guitar Only Plays.
Le groupe américain Sugarloaf reprend une partie du riff dans sa chanson Don’t Call Us, We’ll Call You (en) dans laquelle on trouve aussi le vers « Yeah, it sounds like John, Paul and George » (« Ouais, ça sonne comme John, Paul et George » ). Elle se place à la 9e position du classement des ventes de singles aux États-Unis en 1975[réf. souhaitée].